# Mike Epps
Michael Elliot Epps, född 18 november 1970 i Indianapolis, Indiana, är en amerikansk skådespelare, komiker, författare, rappare och filmproducent. Han har bland annat varit med i filmer såsom Baksmällan och Resident Evil Extinction. Han är gift med Michelle McCain och har två barn. Han är dessutom kusin med Omar Epps som spelar rollen som Eric Foreman i TV-serien House. Mike Epps har även artistsamarbeten med Eminem och Royce Da 5'9", även kallade Bad Meets Evil, i låten I'm On Everything i deras album Hell: The Sequel som släpptes 14 juni 2011.

## Filmografi (i urval)
- 2000 – Next Friday
- 2001 – Dr. Dolittle 2
- 2003 – The Fighting Temptations
- 2004 – Resident Evil: Apocalypse
- 2006 – Something New
- 2007 – Resident Evil: Extinction
- 2009 – Baksmällan
- 2013 – Baksmällan del III
- 2024 – Madame Web
- 2023 – I'm a Virgo (TV-serie)